# St. Josef (Zürich-Industriequartier)

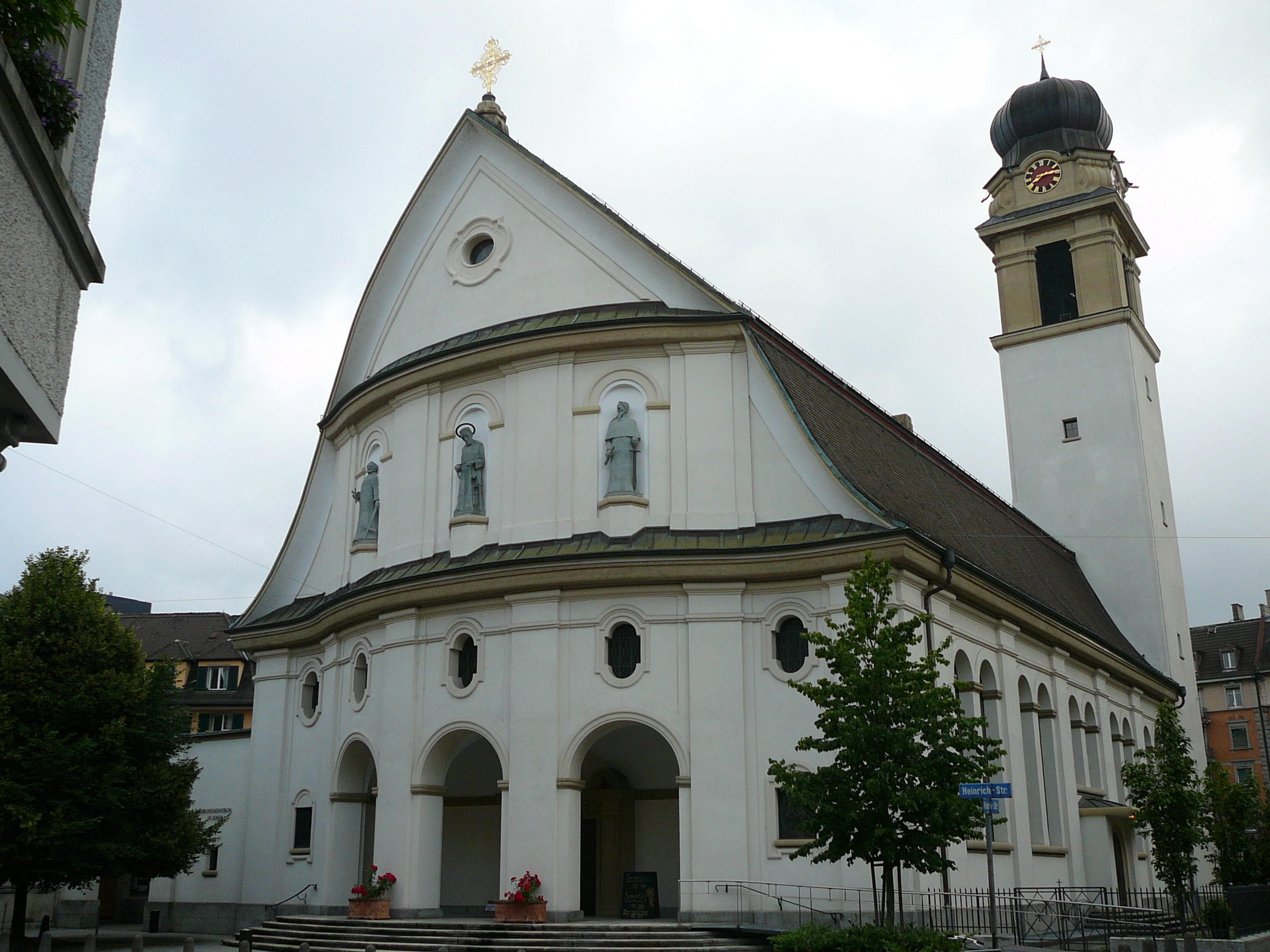
Kirche St. Josef, Aussenansicht von der Fabrikstrasse

Die Kirche St. Josef ist die römisch-katholische Pfarrkirche des Zürcher Stadtteils Industriequartier.

## Geschichte

### Hintergründe und Namensgebung
Das heutige Industriequartier gehörte bis 1913 zu Aussersihl, das bis zur Eingemeindung im Jahre 1893 eine selbständige Gemeinde war. Seit den 1860er Jahren erfuhr das heutige Industriequartier als Teil von Aussersihl eine starke Zuwanderung durch Arbeitskräfte aus anderen Gebieten der Schweiz und aus dem Ausland, die im Bau, bei der Eisenbahn und bei der sich ansiedelnden Grossindustrie tätig waren. Um 1888 zählte Aussersihl ca. 20 000 Einwohner; bei der Eingemeindung 1893 hatte es mehr Einwohner als die damalige Stadt Zürich.

### Baugeschichte

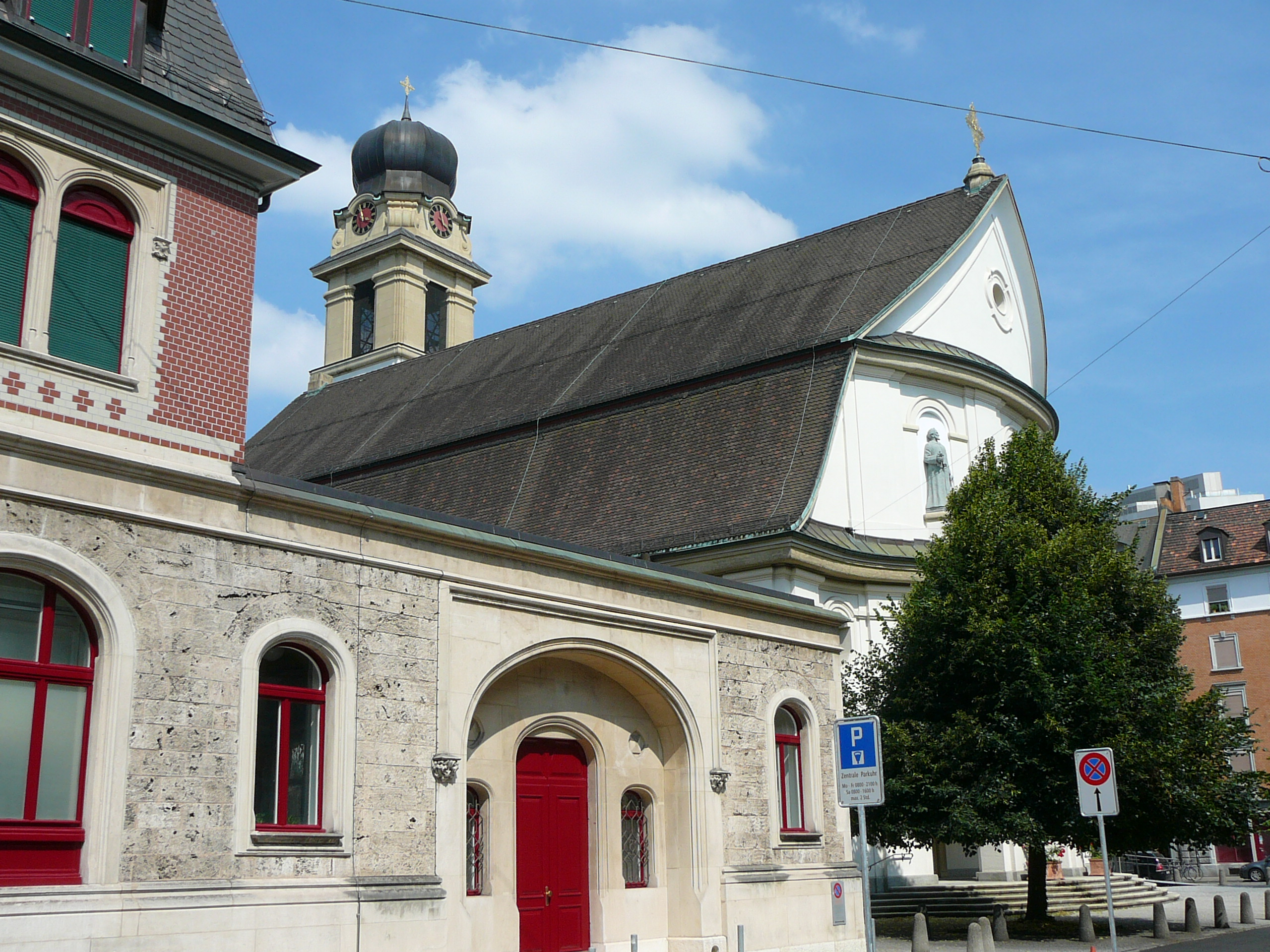
Kirche St. Josef, Aussenansicht von der Heinrichstrasse, im Vordergrund das Pfarrhaus und die St. Josefskapelle von 1904, heute Pfarrsaal

Die katholische Kirche reagierte auf den Zuzug vieler Katholiken in das Industriequartier, indem der katholische Kultusverein Luzern am 22. Mai 1902 den Bauplatz der heutigen Kirche St. Josef kaufte. Die katholischen Kirchen in Industriequartieren wurden häufig nach dem Heiligen Josef, dem Vater Jesu benannt, da dieser in der Bibel als Bauhandwerker vorgestellt und in der christlichen Tradition als Zimmermann bezeichnet wird.
Am 30. Oktober 1904 wurde das Pfarrhaus mit integrierter St. Josefskapelle, dem heutigen Pfarrsaal, durch die Architekten Alfred Chiodera und Theophil Tschudy errichtet und vom späteren Bischof von Chur, Georg Schmid von Grüneck eingeweiht. Durch das rasche Anwachsen der katholischen Bevölkerung des Industriequartiers war der Bau der eigentlichen Kirche nicht lange hinauszuzögern. Deshalb gab der Pfarrer der Mutterpfarrei St. Peter und Paul bei den Architekten Curjel & Moser, die schon die Stadtzürcher Kirche St. Anton Hottingen gebaut hatten, einen Entwurf in Auftrag. Dieser wurde nach Vorgaben von Bischof Georg Schmid von Grüneck und Pater Albert Kuhn vom Kloster Einsiedeln durch die Architekten überarbeitet. Das Bauprojekt nimmt deutlichen Bezug auf den ersten Entwurf der Kirche St. Anton in Hottingen, der ursprünglich ebenfalls als neubarocker Bau geplant gewesen war, dann aber zu einem neuromanischen Kirchbau umgearbeitet werden musste.
Nachdem das Projekt von der Bauherrschaft am 12. Februar 1912 gutgeheissen worden war und die Stadt Zürich am 4. April 1912 die Baubewilligung erteilt hatte, kam der Bau der heutigen Kirche St. Josef zügig voran. Am Bau der Kirche St. Josef war auch der damals junge Architekt Anton Higi als Bauleiter beteiligt, der ein Jahrzehnt später mit der äusserlich ähnlichen Guthirtkirche (gut sichtbar am gezwiebelten Kirchturm) seinen ersten eigenen Kirchbau im Nachbarquartier Wipkingen errichtete.
Am 16. Juni 1912 legte der spätere Bischof von Chur, Laurenz Matthias Vincenz den Grundstein für St. Josef als sechste katholische Kirche, die nach der Reformation auf Stadtzürcher Gebiet erbaut wurde. Am 3. Mai 1914 wurde die fertige Kirche eingesegnet. Der Churer Bischof Georg Schmid von Grüneck ernannte St. Josef per 1. Januar 1916 zu einer eigenständigen Pfarrei und trennte sie von der Mutterpfarrei St. Peter und Paul (Aussersihl) ab.
Die Kirche wurde unter Architekt Eberhard Hagenmüller in den Jahren 1964–65 umfassend saniert. Die künstlerische Leitung dieser Sanierung lag in den Händen des Kunstmalers und Grafikers Hans Tomamichel (1899–1984). Am 29. August 1965 weihte Bischof Johannes Vonderach die Kirche.
In den Jahren 1981–1982 wurde das Pfarreizentrum nach Plänen des Architekten Rudolf Mathys umgebaut. Am 22. Januar 1982 wurde das Pfarreizentrum und die der Mater Salvatoris geweihte Krypta von Bischof Johannes Vonderach eingeweiht.
1989 wurden die Deckengewölbe der Kirche, 2001 das Äussere der Kirche (Architekt Peter Bliggensdorfer und Philipp Fischer, Zürich) und 2010 das Pfarreizentrum sowie das Pfarrhaus renoviert (Architekten Frei und Saarinen). Im Jahr 2024 wurde die Kirche renoviert.
Die Pfarrei St. Josef ist mit 3‘182 Mitgliedern (Stand 2021) eine der kleineren römisch-katholischen Kirchgemeinden der Stadt Zürich.

## Baubeschreibung

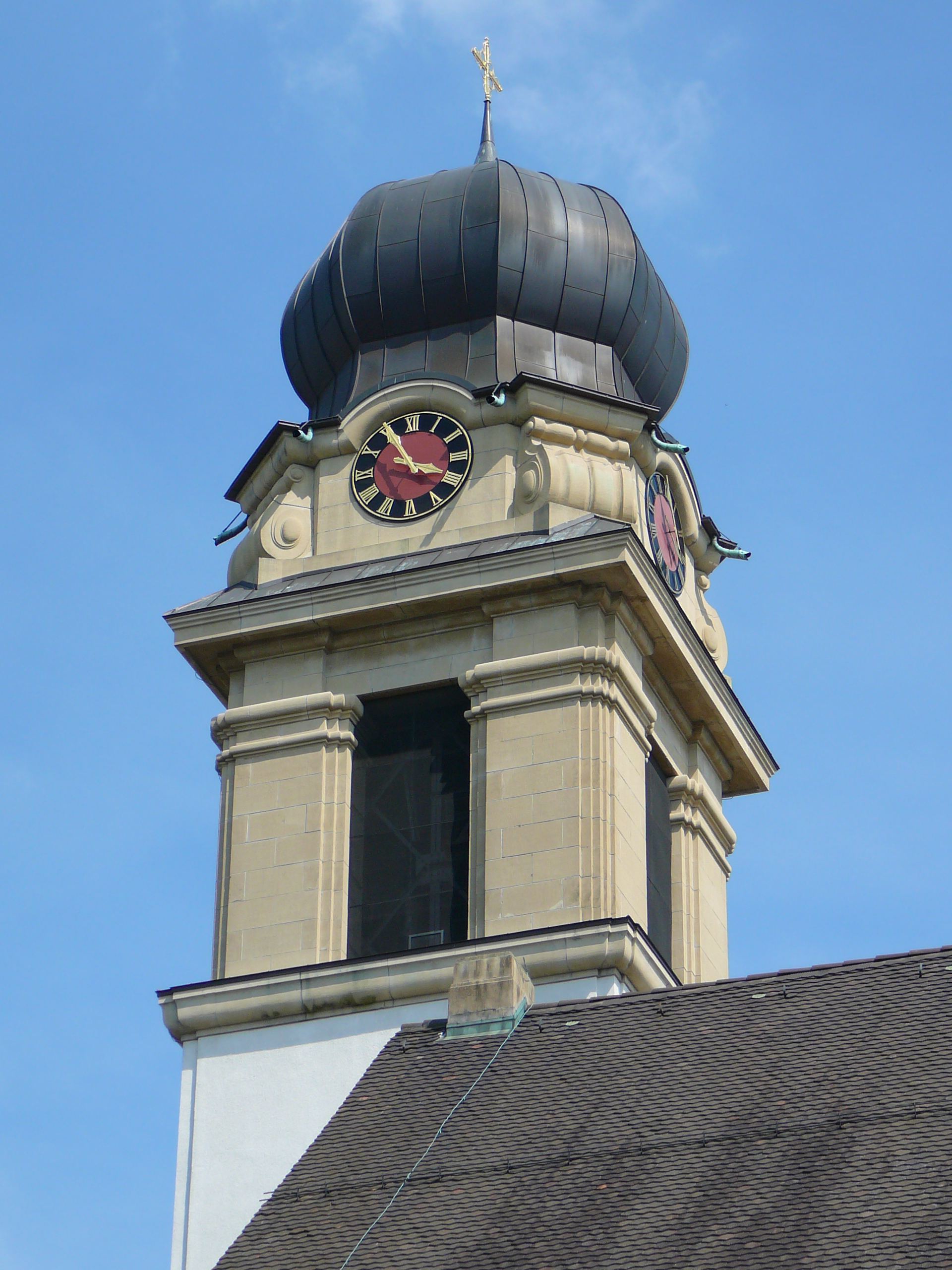
Der Kirchturm von Nordwesten

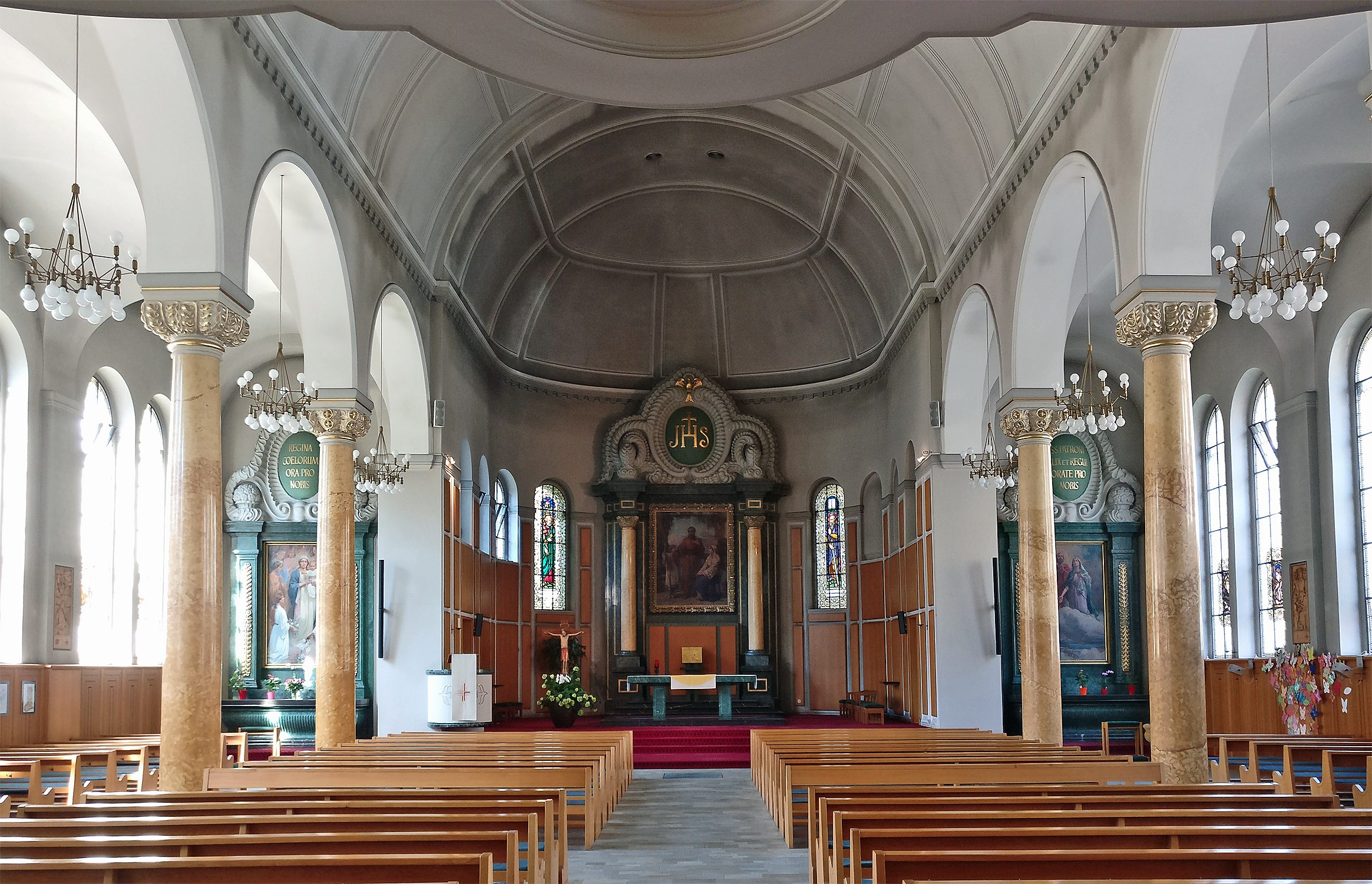
Innenansicht mit Altargruppe

Die Kirche St. Josef wurde im neobarocken Stil erstellt. Der Kirchbau zeigt mit dem mächtigen geschweiften Dach, der geschwungenen Fassade und der Zwiebelkuppel des Turms deutliche Anlehnungen an Vorbilder aus der Innerschweiz. Die Kirche befindet sich neben dem 1904 errichteten Pfarrhaus, das auf die sich kreuzenden Heinrich- und Röntgenstrasse ausgerichtet ist. Die 1912 bis 1914 errichtete St. Josefskirche ist von der Baulinie leicht zurückversetzt und verläuft parallel zur Fabrikstrasse, wobei die Fassade zur Heinrichstrasse orientiert ist.
Im April 1939 wurden an der Hauptfassade die Statuen der Künstlerin Vera Strasser-Eppelbaum aufgestellt.

### Kirchturm und Glocken
Der Turm hat eine Höhe von 47 Metern. Die Glocken wurden 1931 von der Glockengiesserei F. Schilling Söhne, Apolda gegossen und am 27. September 1931 durch Bischof Georg Schmid von Grüneck geweiht.
| Nummer | Gewicht | Ton |
| ------ | ------- | --- |
| 1      | 3712 kg | B°  |
| 2      | 2494 kg | c'  |
| 3      | 1438 kg | es' |
| 4      | 997 kg  | f'  |
| 5      | 664 kg  | g'  |
| 6      | 396 kg  | b'  |

### Innenraum und künstlerische Ausstattung

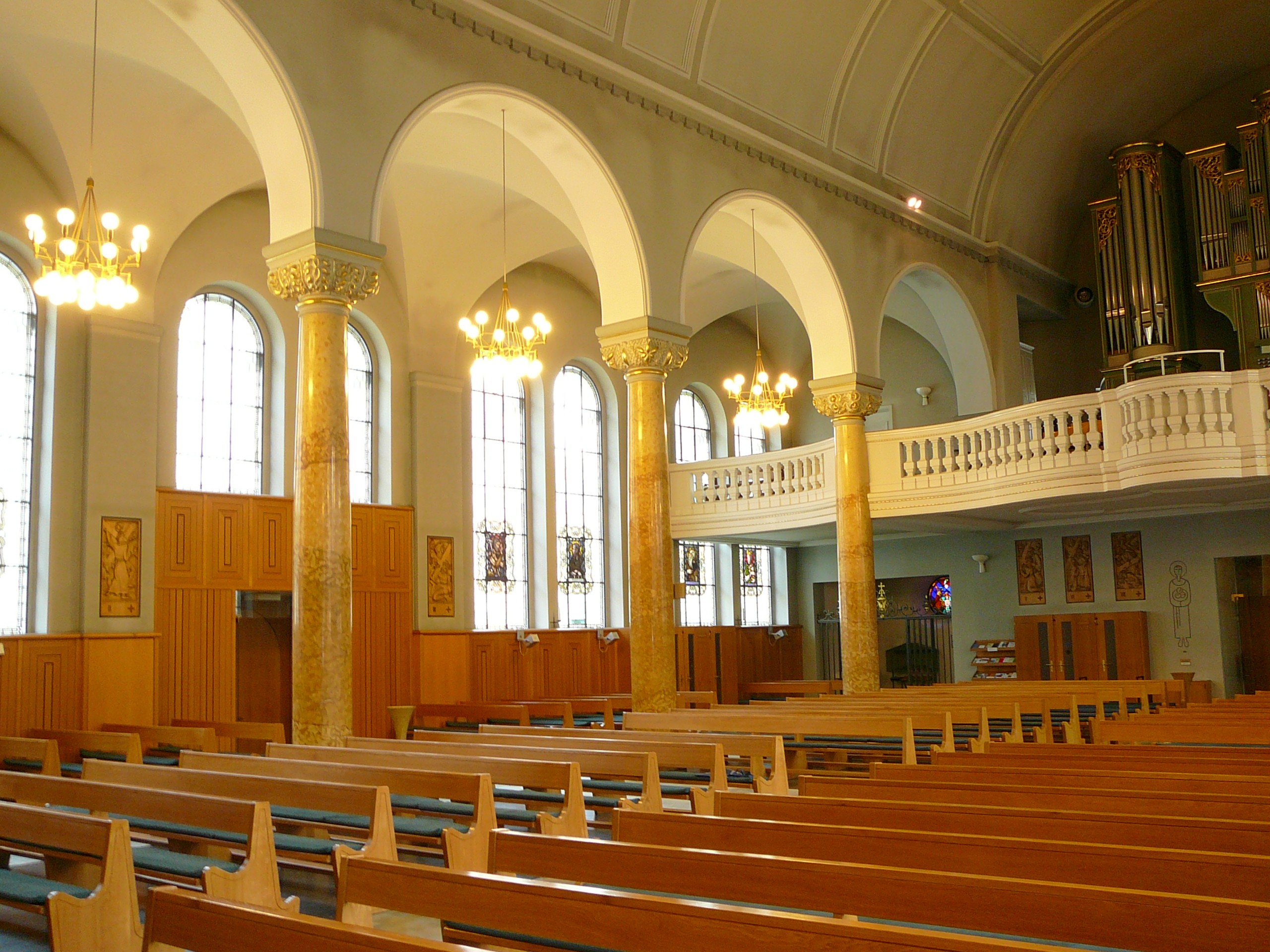
Kirche St. Josef, Innenansicht

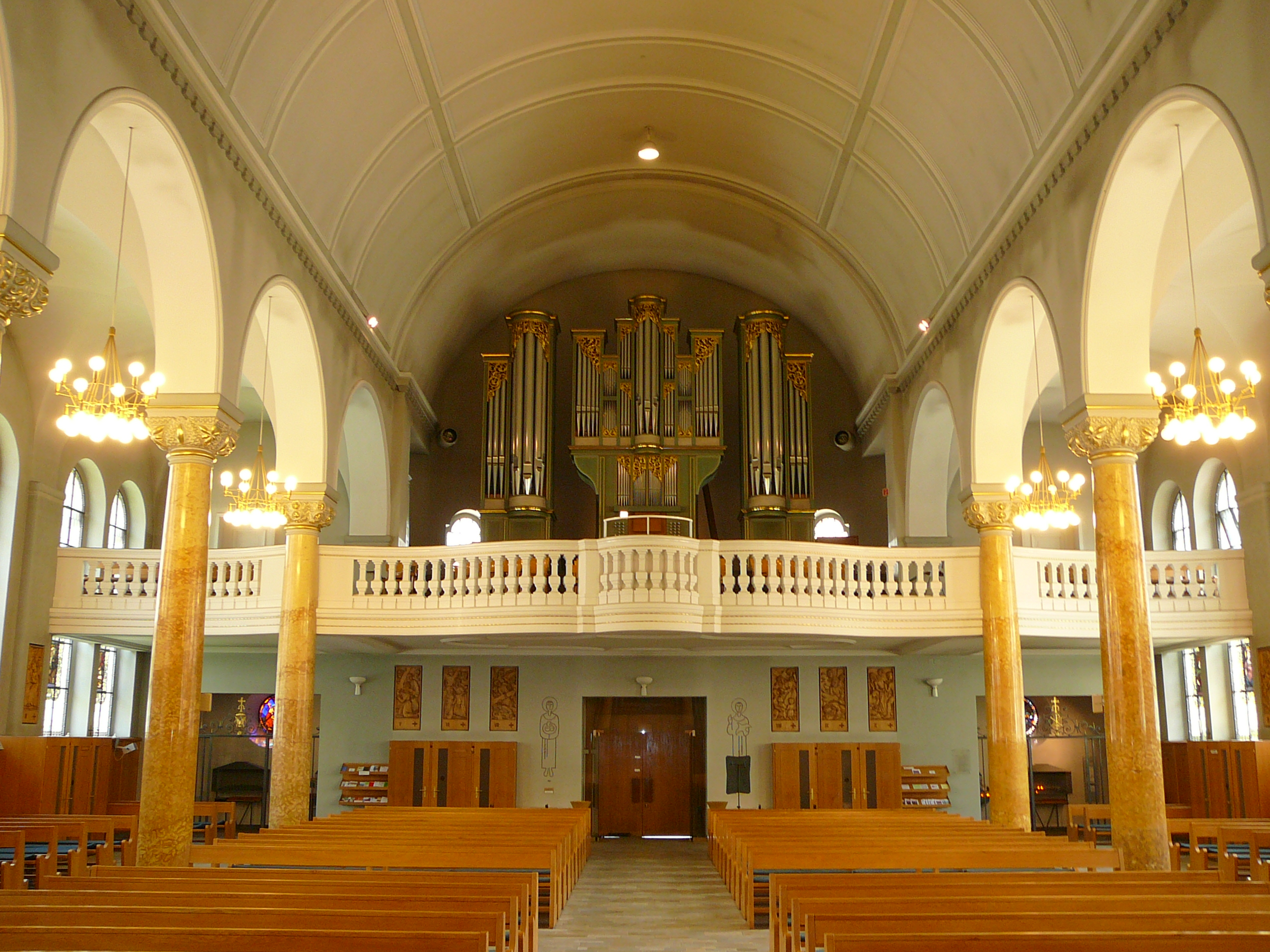
Blick zur Orgelempore

Die kassettierte Tonne des Mittelschiffs wird von schlanken Säulen mit byzantisierenden Korbkapitellen, in denen sich Betonstützen verbergen, getragen. Die Seitenschiffe sind kreuzgewölbt. Wie in der Kirche St. Anton zeigen Jugendstil-Elemente, die sich z. B. an den barockisierenden Altären finden, die Modernität der Kirche.
Die Gemälde für die Altäre wurden von R. A. Nüscheler im Jahr 1914 erstellt. Das Gemälde am Hochaltar zeigt die Heilige Familie, das Gemälde des rechten Seitenaltars St. Felix und Regula auf einer Wolke über der Stadt Zürich. Das Gemälde des linken Seitenaltars zeigt die Muttergottes mit Jesuskind, umgeben von weiblichen Engeln, erwachsenen und jungen Frauen.
Die Glasfenster im Kirchenschiff wurden nach Entwürfen von C. Roesch, Diessenhofen und Scartezzini angefertigt. Im Chor wird der Hochaltar von Darstellungen des Hl. Petrus (linkes Fenster) und des Hl. Paulus (rechtes Fenster) flankiert. Die Fenster im linken Seitenschiff stammen aus dem Jahr 1913 und zeigen Darstellungen weiblicher Heiligen (von hinten nach vorne): Hl. Verena, Hl. Rosa von Lima, Hl. Elisabeth von Thüringen, Hl. Magdalena, Hl. Margaretha, Hl. Notburga und Hl. Agnes. Zeitgleich sind die Fenster im rechten Seitenschiff entstanden, die analog zur Frauenseite auf der Männerseite der Kirche männliche Heilige darstellen (von hinten nach vorne): Hl. Heinrich, Hl. Andreas, Hl. Bruder Klaus, Johannes der Täufer, Hl. Karl Borromäus, Hl. Antonius von Padua, Hl. Aloysius, Hl. Albertus Magnus. In der Gnadenkapelle ein Glasfenster von Giuseppe Scartezzini mit dem Titel Chritus am Ölberg.
Unter der Orgelempore befinden sich zwei Gebetsnischen. Auf der linken Seite befand sich ursprünglich der Taufstein, der sich jetzt vor dem Seitenaltar, der St. Felix und Regula gewidmet ist, befindet. In dieser Gebetsnische verweist das Glasfenster von Giuseppe Scartezzini auf das Thema der Taufe, da es die Taufe Jesu Christi darstellt. Eine hölzerne Jesusstatue befindet sich heute an Stelle des Taufsteins in dieser Gebetsnische. Die rechte Gebetsnische birgt eine gefasste Pietà und zeigt auf dem Glasfenster Jesus am Ölberg sowie die drei schlafenden Jünger.
Der Kreuzweg befindet sich in Form von Reliefs in den Pilastern an den Mauern der Seitenschiffe sowie an der Wand unter der Empore. Erwähnenswert sind zudem die Darstellungen des Hl. Franziskus und des Hl. Antonius mit dem Antoniusbrot links und rechts des Kircheneingangs. Sie wurden vom Kunstmaler und Grafiker Hans Tomamichel ausgeführt, seit der Renovation 2024 sind diese zwei Kunstwerke überdeckt. Nach seinen Entwürfen wurden bei der Renovation der Kirche in den Jahren 1964–65 ebenfalls die Bronzetüren samt Griffen, der Tabernakel, der Deckel des Taufsteins sowie die Sitzbänke realisiert.

### Orgel

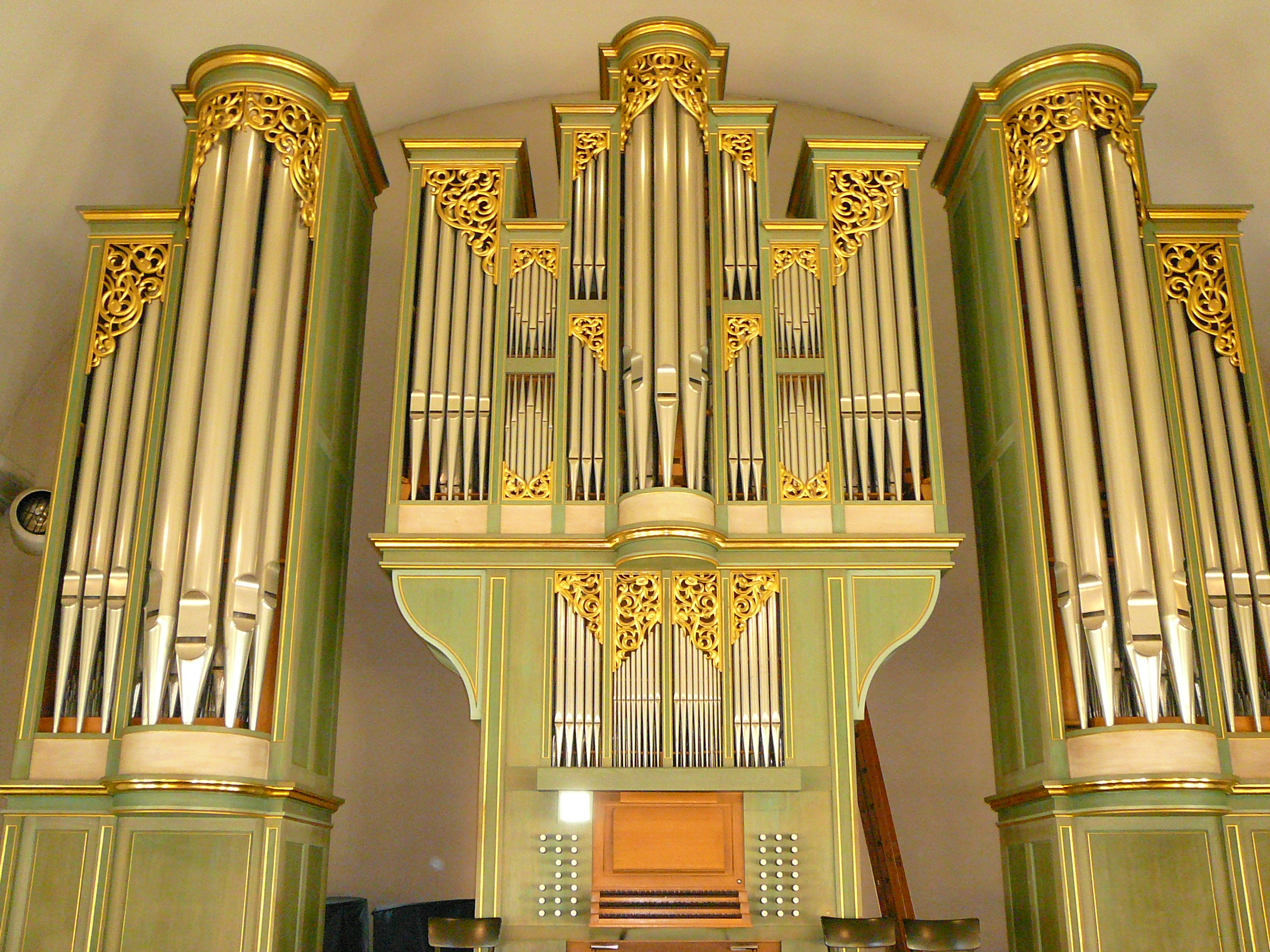
Prospekt der Metzler-Orgel von 1968

Am 18. Juli 1920 wurde eine erste Orgel angeschafft. 1968 wurde die heutige Orgel von der Firma Metzler, Dietikon, als Opus 409 erbaut. Das Instrument besitzt 38 klingende Register. Die Disposition lautet:
| II Hauptwerk C–g3 |       |
| Pommer            | 16′   |
| Prinzipal         | 08′   |
| Hohlflöte         | 08′   |
| Octav             | 04′   |
| Spitzflöte        | 04′   |
| Quinte            | 2 ⁄3′ |
| Octav             | 02′   |
| Mixtur IV–VI      | 1 ⁄3′ |
| Trompete          | 08′   |
| Cornett           | 08′   |

| I Schwellwerk C–g3 |        |
| Holzflöte          | 08′    |
| \| 08′             |        |
| Octav              | 04′    |
| Rohrflöte          | 04′    |
| Nasard             | 2 ⁄3′  |
| Terz               | 1 3⁄5′ |
| Waldflöte          | 02′    |
| Mixtur IV          | 02′    |
| Dulzian            | 16′    |
| Schalmey           | 08′    |
| Tremulant          |        |

| III Brustwerk C–g3 |       |
| Holzgedackt        | 8′    |
| Quintatön          | 8′    |
| Prinzipal          | 4′    |
| Gedecktflöte       | 4′    |
| Gemshorn           | 2′    |
| Larigot            | 1 ⁄3′ |
| Sesquialtera       | II    |
| Scharff IV         | 1′    |
| Vox humana         | 8′    |
| Tremulant          |       |

| Pedalwerk C–f1 |     |
| Prinzipal      | 16′ |
| Subbass        | 16′ |
| Octav          | 08′ |
| Bourdon        | 08′ |
| Octav          | 04′ |
| Mixtur V       | 02′ |
| Posaune        | 16′ |
| Trompete       | 08′ |
| Cinq           | 04′ |

- Koppeln: I/II, III/II, I/P, II/P (Tritte)
- Spielhilfen: Organo Pleno an und ab, Pedalzungen an und ab
- Mechanische Spiel- und Registriertraktur

## Krypta
Über eine Treppe vom Innenhof her gelangt man zur Krypta, die sich unter der Orgelempore befindet. Sie wurde anlässlich der Bauarbeiten in den Jahren 1981–1982 im bereits bestehenden Unterbau der Kirche geschaffen und erinnert in der Raumgebung an frühchristliche Katakomben, da sich an der rechten Seite Aussparungen in der Wand befinden. In diese Nischen wurden Emailbilder von Willy Charles Erismann (1920–1989), der auch bei der Sanierung von Herz Jesu Wiedikon massgeblich mitgearbeitet hatte, eingefügt. Gezeigt werden der Kreuzweg sowie die Auferstehung Christi mittels des leeren Grabes und eines darüber schwebenden Engels. Am Eingang zur Krypta befinden sich sieben kleine Glasfenster, die nach Entwürfen des Architekten Rudolf Mathys gefertigt wurden. Die Glasfenster zeigen Szenen aus dem Leben der Gottesmutter.

## Würdigung
Die Kirche St. Josef wird als neubarocker Bau wahrgenommen, dessen auffälligstes Merkmal die Zwiebelhaube des Kirchturms ist. Deutlich sind jedoch auch Elemente des Jugendstils und des Heimatstils zu erkennen. Augenfällig sind hierbei das hohe Kirchendach, die Schmuckformen der Kapitelle sowie die Komposition der Altäre im Wechsel von traditionellem Retabel und zeitgemässen Skulpturen. Verwandt ist die Kirche St. Josef mit den ebenfalls von Curjel und Moser erbauten reformierten Kirchen in der Ostschweiz in Flawil (1907) und die Kirche Heiligkreuz in St. Gallen (1913).